# Слепцово (Калужская область)
Слепцово — деревня в Козельском районе Калужской области. Входит в состав сельского поселения «Село Покровск».
Деревня расположена на правом берегу реки Клютома, на противоположном берегу реки село — Слепцовское Отделение. Слепцово находится примерно в 1,5 км к юго-востоку от села Покровск.

## Население
На 2010 год население составляло 41 человек.